# Demonax tectus
Demonax tectus är en skalbaggsart som beskrevs av Holzschuh 1991. Demonax tectus ingår i släktet Demonax och familjen långhorningar. Inga underarter finns listade i Catalogue of Life.